# Christian Rudzky
Christian Rudzky (26 de julho de 1946) é um ex-futebolista nascido na Tchecoslováquia,[carece de fontes?] mas que radicou-se na Argentina aos 15 anos de idade. Atuando como volante, fez fama no Estudiantes de La Plata, onde foi bicampeão da Copa Libertadores da América. No final da carreira, atuou ainda pelo Hannover 96.
Ele foi o primeiro europeu a sagrar-se campeão da Copa Libertadores da América.

## Conquistas
Estudiantes de La Plata
- Copa Libertadores da América: 1969 e 1970